# Tipula (Savtshenkia) minuscula
Tipula (Savtshenkia) minuscula is een tweevleugelige uit de familie langpootmuggen (Tipulidae). De soort komt voor in het Palearctisch gebied.